# ピエロ・デラ・フランチェスカ

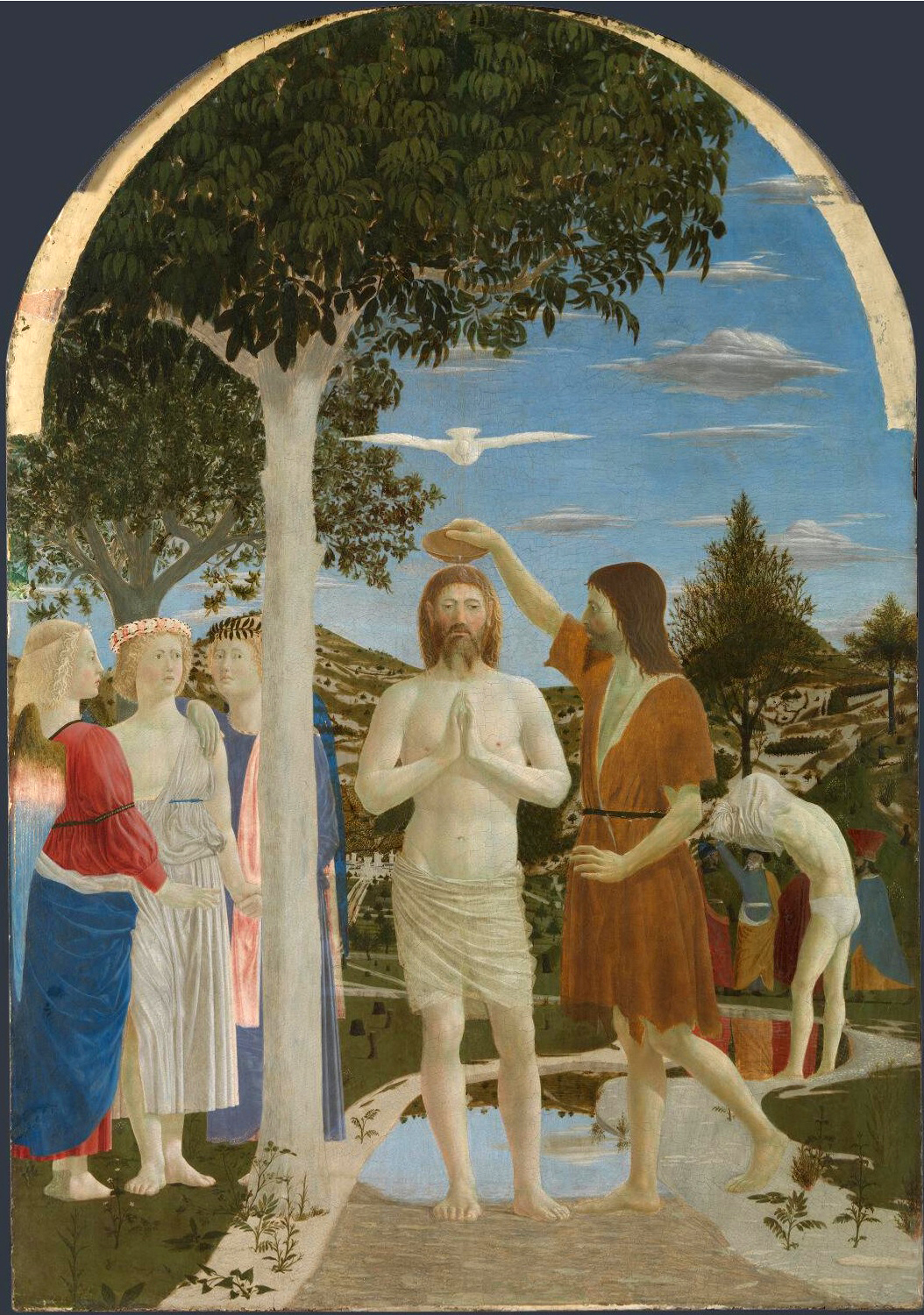
『キリストの洗礼』、1450頃、　ロンドン、ナショナル・ギャラリー

ピエロ・デラ・フランチェスカまたはピエロ・デッラ・フランチェスカ（Piero della Francesca, 1412年 - 1492年10月12日）は、ボッティチェッリと並ぶ初期イタリア初期ルネサンスを代表する画家。

## 生涯
イタリア中部トスカーナ州のアレッツォ近郊の山間の町、ボルゴ・サンセポルクロに靴職人の子として生まれる。サンセポルクロの地方画家アントーニオ・ダンギアーリのもとで1430年代までに徒弟修業を終え、その後しばらくダンギアーリの助手ないし協力者としてサンセポルクロとその近在で仕事をした。1439年ごろフィレンツェに行き、フィレンツェ派の巨匠、ドメニコ・ヴェネツィアーノに師事、或は、その協力者として仕事をした  。イタリア各地で制作しているが、生涯のかなりの部分を郷里とその周辺で過ごしている。
ルネサンス期のイタリア絵画史では、数学や幾何学に打ち込んだ最初の画家の一人であり、美術史上最も徹底してその研究に打ち込んだ人物である。晩年には、『算術論』『遠近法論』『五正多面体論』の3冊の著作を残している。これらの著作は全てラテン語ではなく俗語で書かれており、高度な数学・幾何学的内容にもかかわらず問題集といった性格に終始し、人文主義的関心は低く、職人的実用性によって書かれている  。

## 評価
ピエロ・デラ・フランチェスカが巨匠として再評価されるようになるのは20世紀になってからと言われる。代表作『キリストの洗礼』（ロンドン、ナショナル・ギャラリー）に見られる明瞭簡潔な画面構成、人物や樹木の単純明快な形態把握、明るい色彩感覚などには現代美術に一脈通じるものがある。この作品ではサン・セポルクロの周囲の風景がリアリティを持って描かれており、「イタリアのパネル画で初めて、見る者に戸外にいるという感覚を抱かせる」とも評される。
『キリストの鞭打ち』では、主題であるはずの鞭うたれるキリストの姿は画面向かって左の奥に押しやられ、むしろ画面右手前にたたずむ3人の人物の方がずっと大きく表現されている。これらの服装も年齢もまちまちな3人の人物が何を表しているかについては諸説がある。ウルビーノ公を描いた、真横向きの肖像画もよく知られている。

## 代表作

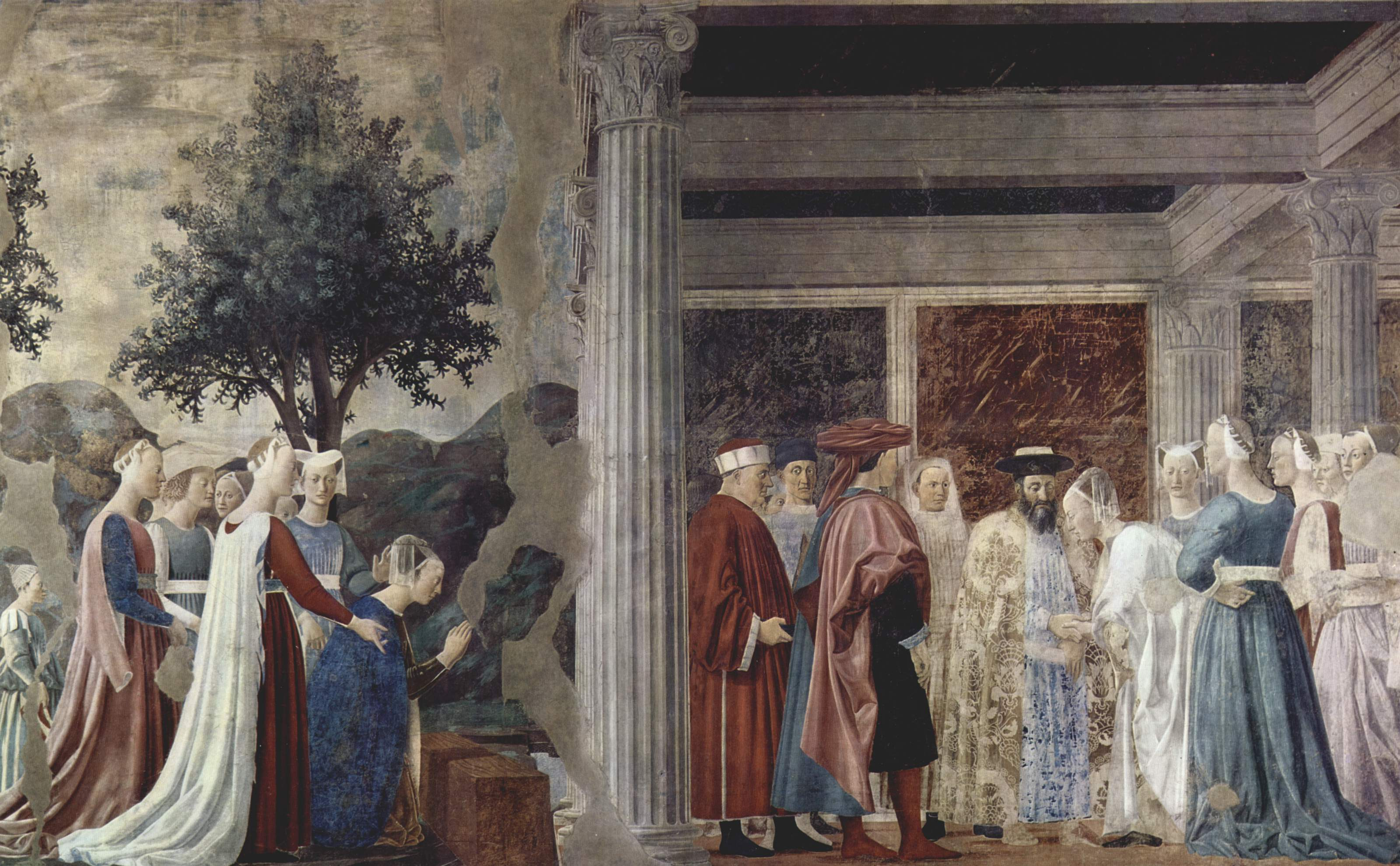
『聖十字架伝説』（1452-58年頃、アレッツォの聖フランチェスコ聖堂）
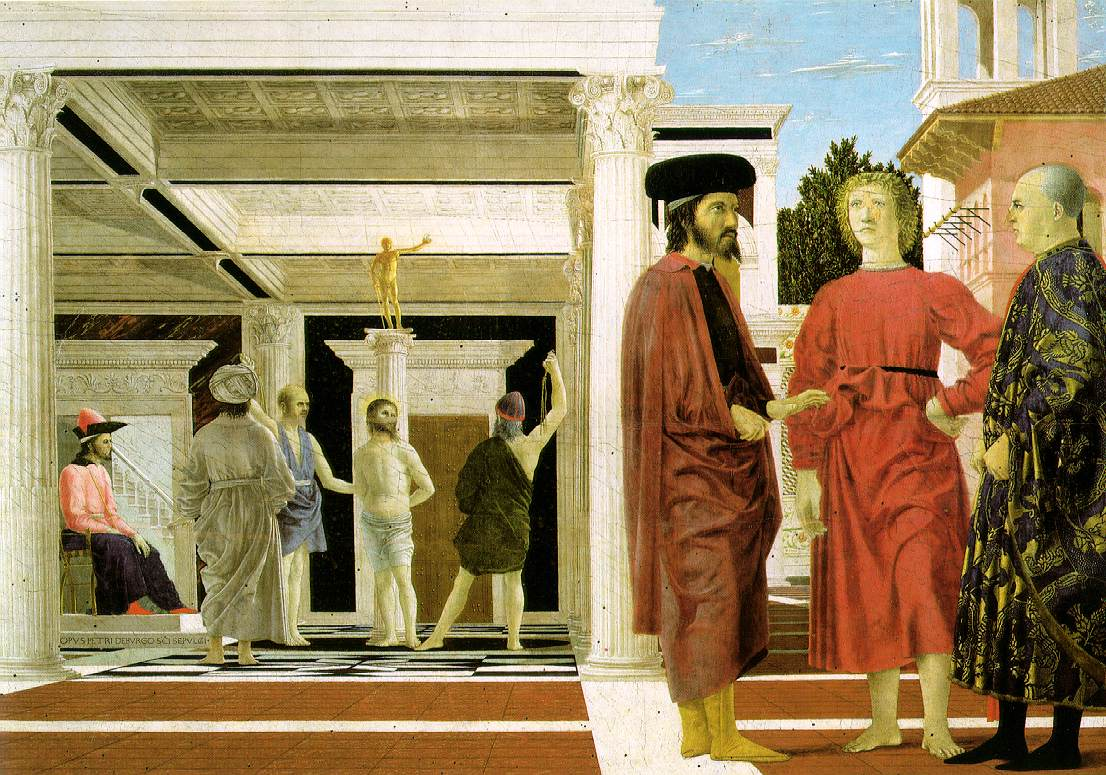
『キリストの鞭打ち』（1468-1470年頃、マルケ国立美術館）
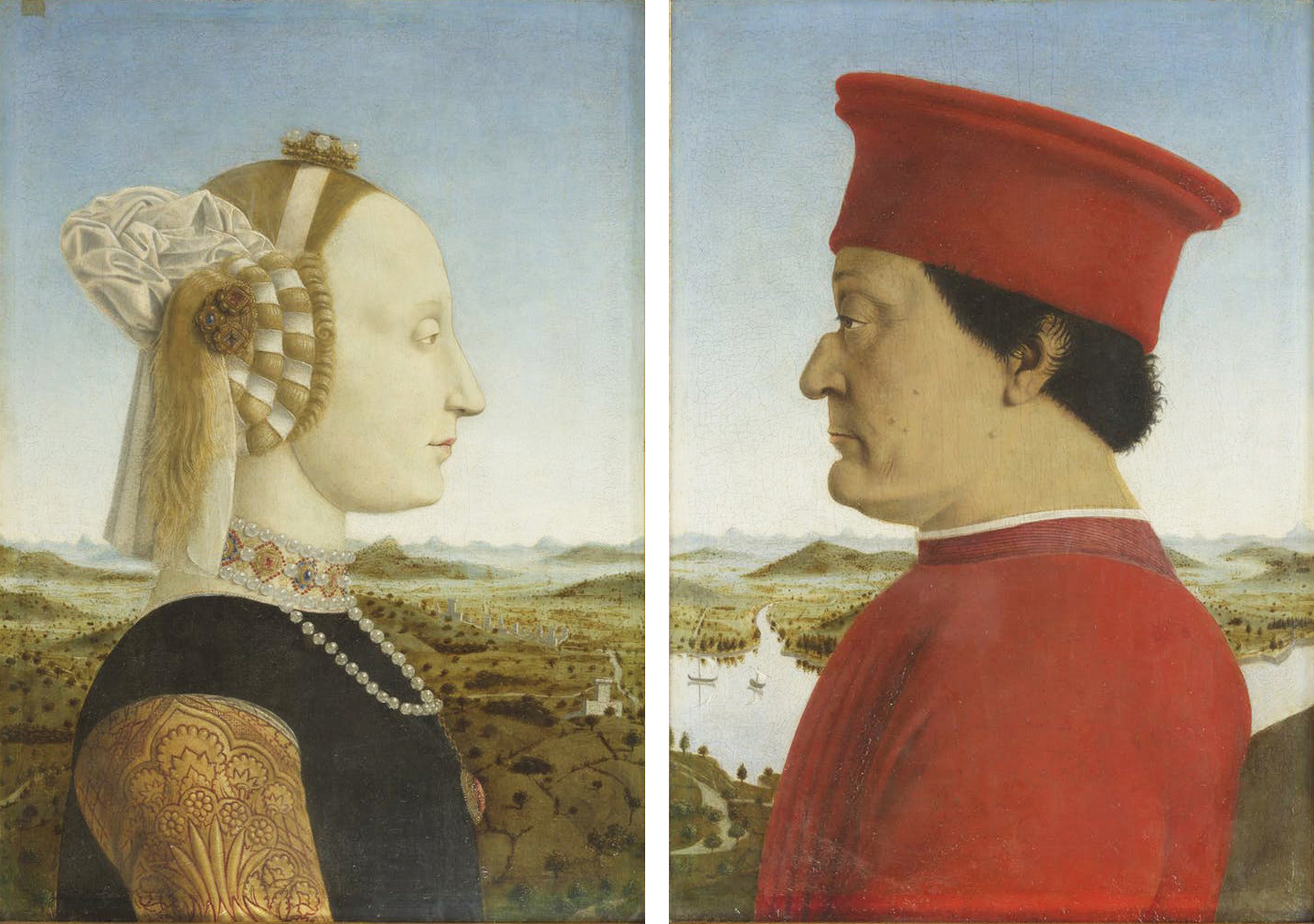
『ウルビーノ公夫妻像＜対画肖像作品＞』（1472-74年頃、ウフィツィ美術館所蔵）

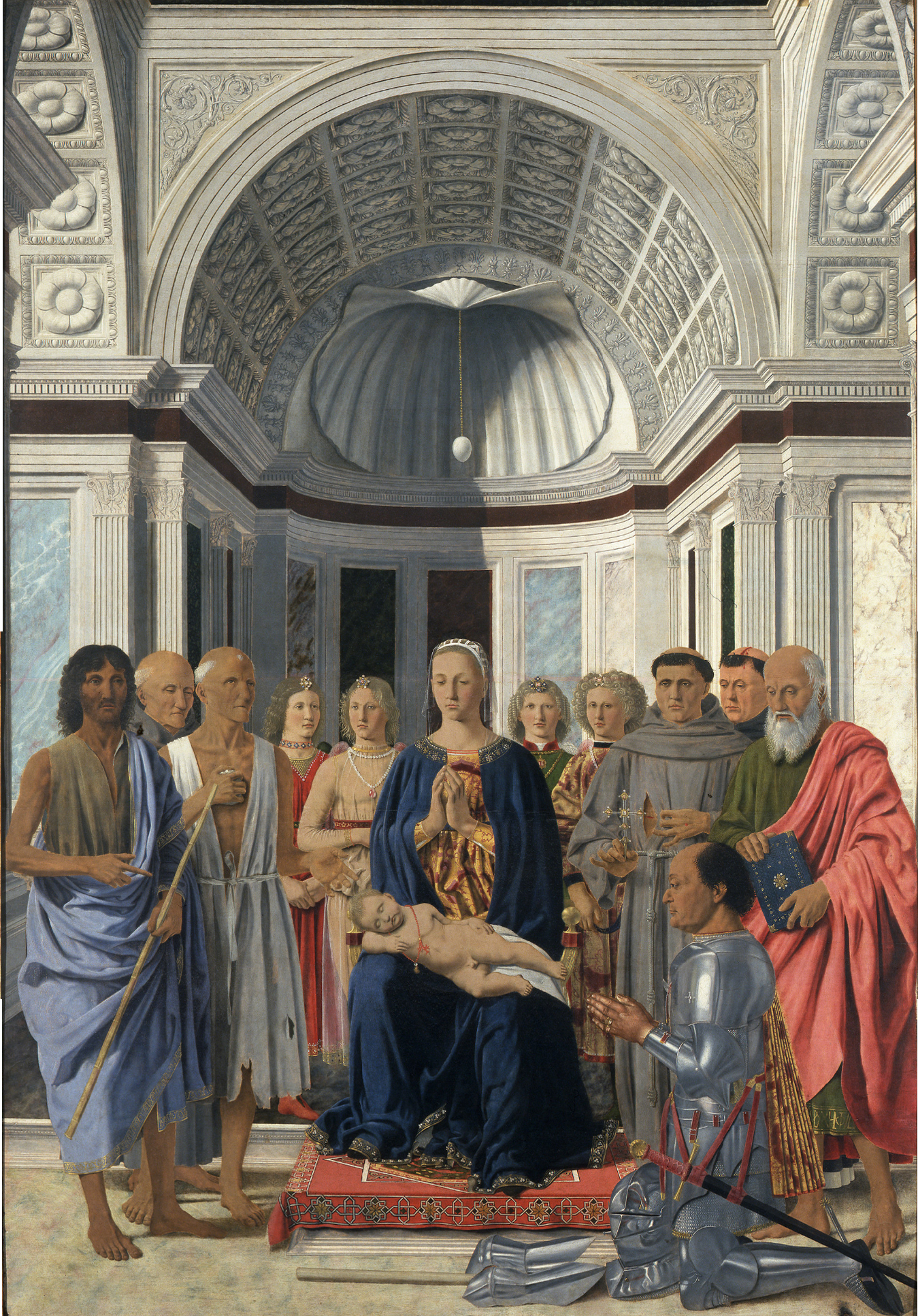
『ブレラ祭壇画』（1460年代末、ブレラ美術館）
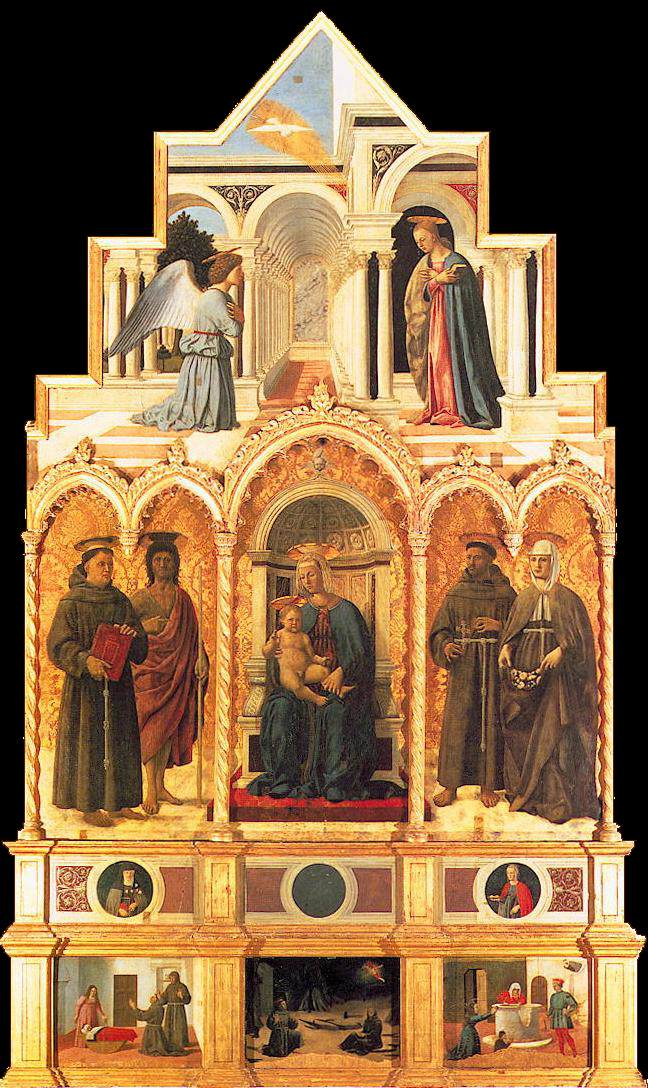
『ペルージャの多翼祭壇画』（1470年頃、ウンブリア国立絵画館）
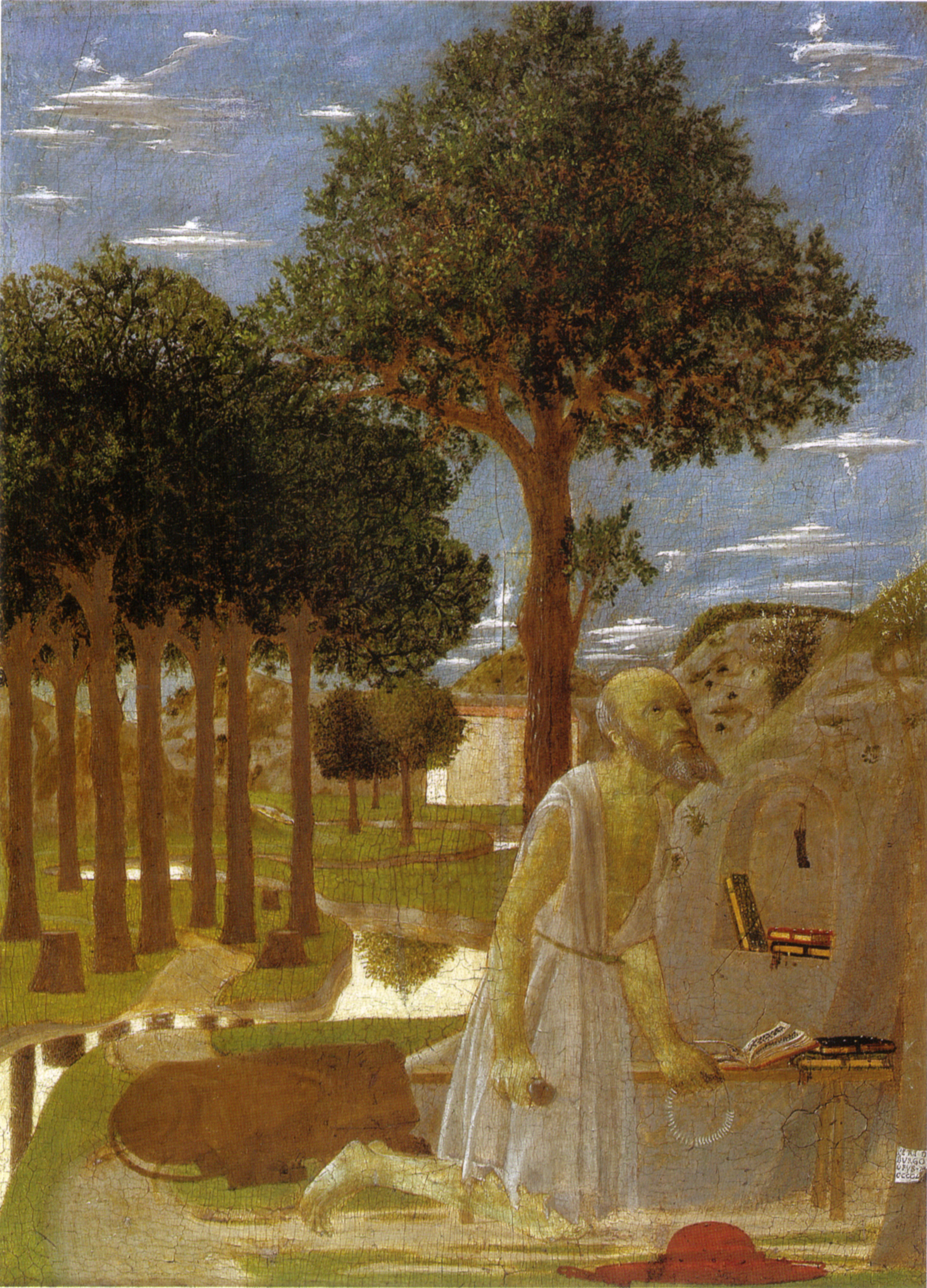
『聖ジェロームの悔恨』（1450年、絵画館 (ベルリン)）
『聖母子と4人の天使』（1475年、Clark Art Institute）

### 日本語文献
- ラヴィン, Marilyn Aronberg 著、長谷川三郎 訳『ピエロ・デラ・フランチェスカ : 笞打ち』みすず書房〈アート・イン・コンテクスト, 2〉、1979年。 NCID BN0031228X。絵画解説。
- アンジェリーニ, アレッサンドロ『ピエロ・デッラ・フランチェスカ : 独自な芸術の探求者』東京書籍〈イタリア・ルネサンスの巨匠たち, 16〉、1993年。ISBN 4487763665。
- 吉原, 英雄、若山, 映子『ピエロ・デルラ・フランチェスカ』中央公論社〈カンヴァス世界の大画家 / 井上靖, 高階秀爾編, 3〉、1985年。ISBN 4124018932。
- デッラ・フランチェスカ, ピエロ、マイケル, マイケル 著、遠藤みさ 訳『ピエロ・デッラ・フランチェスカ : アレッツォの壁画』求竜堂〈美の再発見シリーズ〉、1998年。ISBN 4763098063。
- 石鍋, 真澄『ピエロ・デッラ・フランチェスカ』平凡社、2005年。ISBN 4582652050。
- マルコ・カルミナーティ 著、石鍋真澄、石鍋真理子 訳、西村書店東京出版編集部 編『ピエロ・デッラ・フランチェスカ : モンテフェルトロ祭壇画』西村書店〈名画の秘密 / 千足伸行日本語版シリーズ監修〉、2016年。ISBN 9784890137336。
- カルロ・ギンズブルグ 著、森尾総夫 訳『ピエロ・デッラ・フランチェスカの謎』（新装版）みすず書房、2006年。ISBN 4622071940。
- レーヴィン, マリリン・アロンバーグ 著、諸川春樹 訳『ピエロ・デッラ・フランチェスカ』岩波書店〈岩波世界の美術〉、2004年。ISBN 4000089765。
- ロンギ, ロベルト 著、池上公平、遠山公一 訳『ピエロ・デッラ・フランチェスカ』中央公論美術出版、2008年。ISBN 9784805505670。 - 大著。
- ロンケイ, シルヴィア 著、池上公平監訳、長沢朝代、林克彦 訳『ピエロ・デッラ・フランチェスカ《キリストの鞭打ち》の謎を解く : 最後のビザンティン人と近代の始まり』白水社、2019年。ISBN 9784560096581。 大著 。
- フォシヨン, アンリ『ピエロ・デッラ・フランチェスカ』（新装版）白水社、2009年。ISBN 9784560080177。
- ジョルジョ・ヴァザーリ、ほか 著「ピエロ・デッラ・フランチェスカ」、森田義之, 越川倫明, 甲斐教行, 宮下規久朗, 高梨光正 監修 編『美術家列伝』 第2巻、中央公論美術出版、2020年、253頁。ISBN 978-4-8055-1602-7。